# Цзяоцзо
Цзяоцзо́ (кит. упр. 焦作, пиньинь Jiāozuò) — городской округ в провинции Хэнань КНР.

## История
Хотя эти места населены с древнейших времён, до недавнего времени они не были объединены в единую административную структуру.
После капитуляции Японии во Второй мировой войне коммунистами 8 сентября 1945 года на смежных территориях уездов Сюу и Боай был создан город Цзяоцзо (焦作市). Затем во время гражданской войны эти места были захвачены гоминьдановскими войсками, и в феврале 1948 года город Цзяоцзо был преобразован в уезд Цзяоцзо (焦作县). В октябре 1948 года эти места вновь перешли под контроль коммунистов.
После победы в гражданской войне коммунистами была в августе 1949 года создана провинция Пинъюань, и эти места вошли в состав созданного одновременно Специального района Синьсян (新乡专区) провинции Пинъюань. В октябре 1949 года уезд Цзяоцзо был преобразован в Горнодобывающий район Цзяоцзо (焦作矿区). 30 ноября 1952 года провинция Пинъюань была расформирована, и Специальный район Синьсян перешёл в состав провинции Хэнань. В 1956 году Горнодобывающий район Цзяоцзо был преобразован в город Цзяоцзо, подчинённый напрямую властям провинции Хэнань.
В 1956 году уезды Сюу и Боай перешли под юрисдикцию Цзяоцзо. В 1960 году уезды Сюу и Боай были присоединены к городу Цзяоцзо, а уезд Вэньсянь — к уезду Циньян. В 1961 году уезды Сюу, Боай и Вэньсянь были восстановлены и вновь перешли под юрисдикцию Специального района Синьсян. В 1967 году Специальный район Синьсян был переименован в округ Синьсян (新乡地区).
В 1974 году Цзяоцзо стал городом двойного подчинения — одновременно подчиняясь и властям провинции Хэнань, и властям округа Синьсян. В 1982 году Цзяоцзо был вновь подчинён напрямую властям провинции Хэнань. В 1983 году уезды Сюу и Боай перешли под юрисдикцию Цзяоцзо. В 1986 году под юрисдикцию Цзяоцзо перешли уезды Вэньсянь, Учжи, Мэнсянь, Цзиюань и Циньян. В 1988 году уезд Цзиюань был преобразован в городской уезд. В 1989 году городским уездом стал Циньян, а в 1996 году уезд Мэнсянь был преобразован в городской уезд Мынчжоу.
В 1997 году Цзиюань был выведен из-под юрисдикции Цзяоцзо и подчинён напрямую властям провинции Хэнань, став городом субокружного уровня.

## Административно-территориальное деление
Городской округ Цзяоцзо делится на 4 района, 2 городских уезда, 4 уезда:
| Карта                                                                        | Карта     | Карта     | Карта        | Карта         | Карта            |
| ---------------------------------------------------------------------------- | --------- | --------- | ------------ | ------------- | ---------------- |
| ② ① Мацунь Шаньян Сюу Боай Учжи Вэньсянь Циньян Мынчжоу ① Чжунчжань ② Цзефан |           |           |              |               |                  |
| Статус                                                                       | Название  | Иероглифы | Пиньинь      | Площадь (км²) | Население (2006) |
| Район                                                                        | Цзефан    | 解放区    | Jiěfàng qū   | 62            | 280 000          |
| Район                                                                        | Чжунчжань | 中站区    | Zhōngzhàn qū | 162           | 120 000          |
| Район                                                                        | Мацунь    | 马村区    | Mǎcūn qū     | 118           | 140 000          |
| Район                                                                        | Шаньян    | 山阳区    | Shānyáng qū  | ?             | ?                |
| Городской уезд                                                               | Циньян    | 沁阳市    | Qìnyáng shì  | 623           | 480 000          |
| Городской уезд                                                               | Мынчжоу   | 孟州市    | Mèngzhōu shì | 542           | 370 000          |
| Уезд                                                                         | Сюу       | 修武县    | Xiūwǔ xiàn   | 722           | 300 000          |
| Уезд                                                                         | Боай      | 博爱县    | Bó'ài xiàn   | 492           | 380 000          |
| Уезд                                                                         | Учжи      | 武陟县    | Wǔzhì xiàn   | 805           | 740 000          |
| Уезд                                                                         | Вэньсянь  | 温县      | Wēn xiàn     | 462           | 450 000          |